# Cueva István
Cueva István (en húngaro: István-barlang o Szent István-barlang; que quiere decir Cueva de Esteban o Cueva de San Esteban) es una cueva de estalactitas y estalagmitas, en Miskolc-Lillafüred, en el norte de Hungría.
La cueva se formó en el período Triásico, y tiene unos 710 m de largo. Fue descubierta en 1913. Según la leyenda local, un perro cayó en un hoyo a 15 metros de profundidad, siendo esta la apertura natural de la cueva. La gente encontró a la cueva cuando rescataron al perro. Espeleólogos comenzaron a explorar la cueva en 1927. Otra entrada fue hecha para los turistas, y en 1931 la cueva fue abierta al público.
Durante la Segunda Guerra Mundial, la cueva fue dañada, muchas de las estalagmitas y estalactitas fueron alteradas por personas que buscaban refugio de los ataques aéreos. La iluminación fue reparada en 1955, y la cueva se abrió al público otra vez, desde entonces.